# Karl Walz
Karl Walz (* 22. Oktober 1900 in Ludwigshafen am Rhein; † 17. April 1990 in Saarbrücken) war ein deutscher Politiker der CDU.

## Leben und Beruf
Walz, der seit 1930 im Saargebiet lebte, war vor 1935 in der katholischen Gewerkschaftsbewegung tätig. 1948 bis 1950 war er Kreissekretär in Saarbrücken und Geschäftsführer mehrerer christlicher Einzelgewerkschaften.

## Partei
Walz war zuerst in der Zentrumspartei tätig. Am 20. April 1933 beantragte er die Aufnahme in die NSDAP und wurde zum 1. Juni desselben Jahres aufgenommen (Mitgliedsnummer 2.696.377). Nach 1945 wurde er Mitglied der CVP. Nachdem er in der Frage des Wirtschaftsanschlusses in Konflikt mit der Parteiführung geraten war, musste er seine Parteiämter niederlegen. Walz trat daraufhin aus der CVP aus und wurde am 4. Juni 1952 Mitbegründer und 2. Vorsitzender der nicht zugelassenen Saar-CDU. Nach der Volksabstimmung kehrte er in das Saarland zurück und wurde Kreisvorsitzender der CDU in Saarbrücken sowie am 18. März 1956 stellvertretender Landesvorsitzender.

## Abgeordneter
1953 wurde Walz auf der rheinland-pfälzischen CDU-Landesliste in den Deutschen Bundestag gewählt und deshalb aus dem Saarland ausgebürgert. Er ließ sich daraufhin zusammen mit seiner Familie bis zur Volksabstimmung in Trier nieder. Im Bundestag gehörte er zu den Gegnern des Saarstatuts.

## Ehrungen
- 1967: Großes Verdienstkreuz mit Stern der Bundesrepublik Deutschland
- 1976: Saarländischer Verdienstorden[3]